# Рівнева поверхня
Рівнева поверхня (рос. уровенная поверхность, англ. level surface; нім. Niveaufläche f) – в геодезії – поверхня, у всіх точках якої потенціал сили тяжіння має однакову величину. Напрямок нормалі до Р.п. збігається з напрямком сили тяжіння (вискова лінія). Одна з Р.п. збігається з рівнем Світового океану.